# Mistrzostwa Polski w Skokach Narciarskich 1949
24. Mistrzostwa Polski w Skokach Narciarskich – zawody o mistrzostwo Polski w skokach narciarskich, które odbyły się 7 lutego 1949 roku na skoczni Skalite w Szczyrku.
W konkursie skoków narciarskich zwyciężył Stanisław Marusarz, srebrny medal zdobył Leopold Tajner, a brązowy - Jan Kula.

## Wyniki konkursu
| Miejsce | Zawodnik                 | Klub              | Skok 1 | Skok 2 | Punkty |
| ------- | ------------------------ | ----------------- | ------ | ------ | ------ |
| 1.      | Stanisław Marusarz       | SNPTT Zakopane    | 68,5   | 71,0   | 221,0  |
| 2.      | Leopold Tajner           | Watra Cieszyn     | 66,5   | 64,5   | 214,0  |
| 3.      | Jan Kula                 | SNPTT Zakopane    | 62,0   | 68,5   | 208,0  |
| 4.      | Józef Daniel Krzeptowski | SNPTT Zakopane    | 63,0   | 63,5   | 206,5  |
| 5.      | Jakub Węgrzynkiewicz     | HKN Bielsko-Biała | 61,0   | 61,5   | 197,5  |
| 6.      | Antoni Wieczorek         | LZS Szczyrk       | 65,5   | 63,0   | 196,5  |
| 7.      | Jan Gąsienica Ciaptak    | SNPTT Zakopane    | 63,0   | 63,0   | 194,5  |
| 8.      | Andrzej Marusarz         | SNPTT Zakopane    | 63,0   | 63,5   | 188,0  |